# Grupo Comunista Revolucionario
El Grupo Comunista Revolucionario (GCR) es una organización revolucionaria colombiana que se guía por la Nueva Síntesis del Comunismo de Bob Avakian, con presencia y militancia en universidades, colegios y otros sectores académicos y populares. El GCR fue fundado en 1982 como convergencia de algunos sectores del maoísmo colombiano,  como la Liga M-L y participó en la formación del Movimiento Revolucionario Internacionalista, MRI, en 1984.
El GCR se caracteriza por posiciones políticas radicales, que lo enfrentan a la gran mayoría de los sectores de la izquierda colombiana, considerados por este como reformistas o revisionistas. El GCR se considera el embrión de un futuro partido comunista revolucionario en Colombia, guiado por la Nueva Síntesis del comunismo propuesta por Bob Avakian (Presidente del Partido Comunista Revolucionario de los Estados Unidos).
El GCR define el carácter de la sociedad colombiana como semicolonial, semifeudal y capitalista burocrática, y por lo anterior, propone la estrategia de guerra popular prolongada, rodeando las ciudades desde el campo, tomando al campesinado como fuerza principal y al proletariado como fuerza dirigente, para desarrollar una Revolución de Nueva Democracia, que una vez triunfe en todo el país, permita ininterrumpidamente entrar a la revolución socialista, y a través de múltiples revoluciones culturales, avanzar hacia el comunismo, en el contexto de la revolución proletaria mundial. A partir de lo anterior, el GCR define como la tarea inmediata de los comunistas revolucionarios en Colombia, culminar el proceso de construcción del auténtico partido comunista.
El GCR cuenta con una organización juvenil denominada Guardias Rojos. Su periódico, de edición irregular, se denomina Alborada Comunista.